# 邊億
邊億（1474年—？），字本一，直隸河間府任丘縣人，官籍，明朝政治人物。邊永之曾孫，邊鏞之孫，邊寅之子。

## 生平
順天府鄉試第二十七名舉人。弘治十二年（1499年）中式己未科倫文敘榜會試第十一名，二甲第五十五名進士。歷官工部员外郎，正德四年（1509年）七月升陕西按察司佥事，六年十一月升本司副使，十一年十月官至湖廣布政使司左參政，十二年正月考察。

## 家族
曾祖邊永，户部郎中贈左副都御史；祖邊鏞，南京刑部右侍郎；父邊寅，监生。母徐氏。重庆下。弟邊偕。子邊涔。